# Сабадка, Золтан
Золтан Сабадка (венг. Szabadka Zoltán) — активист сообщества программного обеспечения с открытым исходным кодом, исследователь технологий сжатия данных.

## Биография
Является одним из изобретателей алгоритма сжатия Brotli, нового алгоритма сжатия общего назначения.
Золтан также разработал приложение для сжатия изображений методом уменьшия количества цветов, чтобы соответствовать небольшой цветовой палитре таких форматов изображений, как файлов webp без потерь, PNG и GIF.
На декабрь 2015 года Золтан работает в компании Google, в офисе Цюриха с 2007 года. Является активным пропагандистом алгоритма сжатия данных Brotli. До найма на работу в компанию Google он занимался вопросами Data mining интеллектуального анализа данных в области биологии и клинической медицины, синтеза формы протеина и чистой математики. Его кандидатская диссертация посвящена ригидности графов (rigidity of graphs).